# Спас Райкин
Спас Тодоров Райкин е професор по история и политически науки. 

## Биография
Роден е на 26 октомври 1922 г. в село Зелениково, Пловдивско. Завършва Пловдивската духовна семинария през 1945 г. и Богословския факултет на Софийския университет през 1949 г. 
На 6 май 1951 г. дезертира от военната си служба като трудовак и преминава в нелегалност. Става един от първите горяни в България и след 44-дневно скитане в Родопите със съставената от него и неговите другари седемчленна въоръжена група на 19 юни 1951 г. избягва зад граница в Гърция. 
В чужбина следва хуманитарни науки в Университетите на Атина, Женева, Лондон и Базел. От октомври 1951 г. до края на юни 1954 г. е стипендиант на Световния съвет на църквите. В края на юни 1954 г. емигрира в Съединените щати със съдействието на българския митрополит Андрей, който се надява да го назначи за свещеник, но това не става заради политическите различия между двамата. Райкин  учи в Колумбийския университет (1954-1959). Завършва със степен Магистър по политически науки, специалност История. От 1963 г. до 1991 г. преподава в американски университети като професор по История на цивилизацията и Нова Европейска история. 
В изгнание той членува в български политически организации на съпротивителното движение против комунизма, като заема високи ръководни постове в техните ръководства и редактира списанията им. Секретар е на Централния комитет на Българския национален фронт и главен секретар на американския клон на Антиболшевишкия блок на народите.
През 1993 г. проф. Райкин публикува в България 5 тома „Политически проблеми пред българската общественост в чужбина“ – „Проблеми на българската външна политика“, „Проблеми на БЗНС“, „Проблеми на българската православна църква“, „Комунизъм, социализъм, фашизъм“, „Човешки права“.